# Spinédzserek (film)
A Spinédzserek (eredeti cím: Clueless) 1995-ben bemutatott amerikai tini filmvígjáték, amelyet Amy Heckerling írt és rendezett. A főszerepben Alicia Silverstone, Stacey Dash, Brittany Murphy és Paul Rudd látható. A film producerei Scott Rudin és Robert Lawrence voltak. A film Jane Austen 1815-ös Emma című regénye alapján készült, a helyszín pedig a mai Beverly Hills.
A film 56,1 millió dolláros bevételt hozott az Egyesült Államokban. Általánosságban pozitív értékeléseket kapott a kritikusoktól, és minden idők egyik legjobb tinifilmjének tartják.

## Rövid történet
Egy gyönyörű, népszerű és gazdag gimnazista összebarátkozik egy félénk új diákkal, és úgy dönt, átalakítja őt.

## Cselekmény
Cher Horowitz egy Beverly Hills-i kastélyban él gazdag apjával, Mellel, aki egy durva peres ügyvéd; édesanyja egy zsírleszívás során halt meg, amikor ő még kisbaba volt. Cher vonzó, elegáns, jóindulatú és népszerű. A Bronson Alcott Gimnáziumba jár legjobb barátnőjével, Dionne Davenporttal, aki szintén gazdag és gyönyörű. Dionne-nak hosszú távú kapcsolata van egy népszerű diákkal, Murray Duvallal. Cher azt állítja, hogy ez értelmetlen vállalkozás Dionne számára, akinek érettebb fiúkkal kellene randiznia.
Josh, Cher szociálisan tudatos volt mostohatestvére meglátogatja őt egy főiskolai szünetben. Folyamatosan, de játékosan veszekednek. A lány gúnyolódik az idealizmusán, míg a férfi önző, hiú és felszínes mivolta miatt cukkolja, mondván, hogy az élete egyetlen iránya „a pláza felé” vezet.
Miután rossz jegyet kap, Cher elhatározza, hogy házasságközvetítőt játszik iskolája két keményen osztályozó tanárának, Mr. Hallnak és Miss Geistnek. Romantikus románcot szervez a két tanár között, hogy rávegye őket, enyhítsenek az osztályzási normákon, és így ő újratárgyalhassa a rossz jegyet a bizonyítványában. Miután látja az újdonsült boldogságukat, Cher rájön, hogy élvezi a jócselekedeteket. Ekkor úgy dönt, hogy visszaad a közösségnek azzal, hogy „örökbe fogad” egy „tragikusan unhip” új lányt az iskolában, Tai Frasier-t.
Cher és Dionne átalakítja Tai-t, ami Tai-nak önbizalmat és stílusérzéket ad. Cher megpróbálja kioltani a vonzalmat Tai és Travis Birkenstock, egy kedves, de ügyetlen lazsáló között, és a lányt Elton, egy jóképű és népszerű diák felé terelni. Elton azonban nem érdeklődik Tai iránt, ehelyett megpróbál smárolni a kocsijában Cherrel, aki visszautasítja őt.
Az iskolában egy Christian nevű divat-tudatos új diák kelti fel Cher figyelmét, és ő lesz a kiszemelt barátja. Amikor a férfi átjön hozzá, hogy filmet nézzen nála, a lány megpróbálja elcsábítani, de a férfi visszautasítja a közeledését. Murray ezt követően elmagyarázza Cher és Dionne számára, hogy Christian meleg. A romantikus közeledések kudarca ellenére Cher továbbra is barátja marad Christiannak, elsősorban azért, mert csodálja jó ízlését a művészet és a divat terén.
Cher kiváltságos élete negatív fordulatot vesz, amikor Tai újonnan szerzett népszerűsége megterheli a kapcsolatukat. Cher csalódottsága fokozódik, miután megbukik a vezetői vizsgán, és nem tud változtatni az eredményen.
Amikor Cher depressziós hangulatban tér haza, Tai bevallja Josh iránti érzéseit, és segítséget kér Cher-től a férfi üldözéséhez. Cher azt mondja, hogy Tai nem illik Joshhoz, ami veszekedéshez vezet, aminek az lesz a vége, hogy Tai szűznek nevezi Chert, aki nem tud vezetni. Cher tanácstalannak érzi magát, és elgondolkodik a prioritásain, valamint azon, hogy többször is kudarcot vallott abban, hogy megértse vagy értékelje az életében lévő embereket.
Miután elgondolkodik azon, hogy miért zavarja őt Tai romantikus érdeklődése Josh iránt, Cher  rájön, hogy valójában szerelmes a férfiba. Cher kínos, de őszinte erőfeszítéseket kezd tenni, hogy céltudatosabb életet éljen, többek között az iskola Pismo Beach katasztrófaelhárítási akciójának kapitánya lesz. Cher és Josh végül végigviszik az egymás iránti érzéseiket, ami egy gyengéd csókban csúcsosodik ki. Végül Cher barátsága Taival és Dionne-nal megszilárdul, Tai és Travis randiznak, Mr. Hall és Miss Geist összeházasodnak, és Cher elkapja az esküvői csokrot - ezzel segítve Josh-t egy 200 dolláros fogadás megnyerésében. Ezután átöleli Josh-t, és megcsókolják egymást.

## Szereplők
| Színész                | Szerep                | Magyar hang        |
| ---------------------- | --------------------- | ------------------ |
| Alicia Silverstone     | Cher Horowitz         | Somlai Edina       |
| Stacey Dash            | Dionne Davenport      | Csondor Kata       |
| Brittany Murphy        | Tai Frasier           | Kisfalvi Krisztina |
| Paul Rudd              | Josh Lucas            | Lux Ádám           |
| Dan Hedaya             | Melvin "Mel" Horowitz | Szersén Gyula      |
| Elisa Donovan          | Amber Mariens         | Náray Erika        |
| Justin Walker          | Christian Stovitz     | Lippai László      |
| Wallace Shawn          | Mr. Wendell Hall      | Harkányi Endre     |
| Twink Caplan           | Ms. Toby Geist        | Vándor Éva         |
| Julie Brown            | Millie Stoeger edzőnő | Csere Ágnes        |
| Donald Faison          | Murray Duvall         | Viczián Ottó       |
| Breckin Meyer          | Travis Birkenstock    | Széles László      |
| Jeremy Sisto           | Elton Tiscia          | Bor Zoltán         |
| Nicole Bilderback      | Summer Han            |                    |
| Sean Holland           | Lawrence              | Galambos Péter     |
| Tara Charendoff Strong | Sandy                 |                    |

## Megjelenés
A film 1995 meglepetés sikerévé vált. A Spinédzserek 1995. július 19-én 1653 moziban mutatkozott be, és a nyitóhétvégén 10 612 443 dollár bevételt hozott, amivel az Apolló 13 mögött a második helyre került. A projekt 56 631 572 dolláros bevételt hozott a mozikban, ezzel a 32. legtöbb bevételt hozó film lett 1995-ben. Ezzel a kasszasikerrel az akkor még jórészt ismeretlen Silverstone-ra nemzetközi figyelmet is sikerült felhívni. A film a bemutatása után erős kultikus rajongótáborra tett szert.

## Fordítás
- Ez a szócikk részben vagy egészben  a   Clueless című angol Wikipédia-szócikk fordításán alapul.  Az eredeti cikk szerkesztőit annak laptörténete sorolja fel. Ez a jelzés csupán a megfogalmazás eredetét és a szerzői jogokat jelzi, nem szolgál a cikkben szereplő információk forrásmegjelöléseként.